# جيسي كورتي
جيسي كورتي (بالإنجليزية: Jesse Corti)‏ مواليد 3 يوليو 1955 في فنزويلا، هو ممثل أمريكي بدأ مسيرته الفنية سنة 1978.

## الأعمال
- إسقاط المنزل
- رحل في ستين ثانية
- فلوريدا
- 24
- بوي ميتس ورلد
- عبر جوردان
- سي إس آي: ميامي
- ربات بيوت يائسات
- هيروز
- جاغ

## روابط خارجية
- جيسي كورتي على موقع IMDb (الإنجليزية)
- جيسي كورتي على موقع ألو سيني (الفرنسية)
- جيسي كورتي على موقع أول موفي (الإنجليزية)
- جيسي كورتي على موقع قاعدة بيانات الأفلام السويدية (السويدية)
- جيسي كورتي على موقع قاعدة بيانات الفيلم (الإنجليزية)
- جيسي كورتي على موقع كينوبويسك (الروسية)